# 诸迪
诸迪（1966年11月—），男，汉族，江苏无锡人，中华人民共和国政治人物。现任中国文学艺术界联合会党组成员、副主席、书记处书记，中共中央宣传部文艺局局长。